# Хуан Мануель Бланес

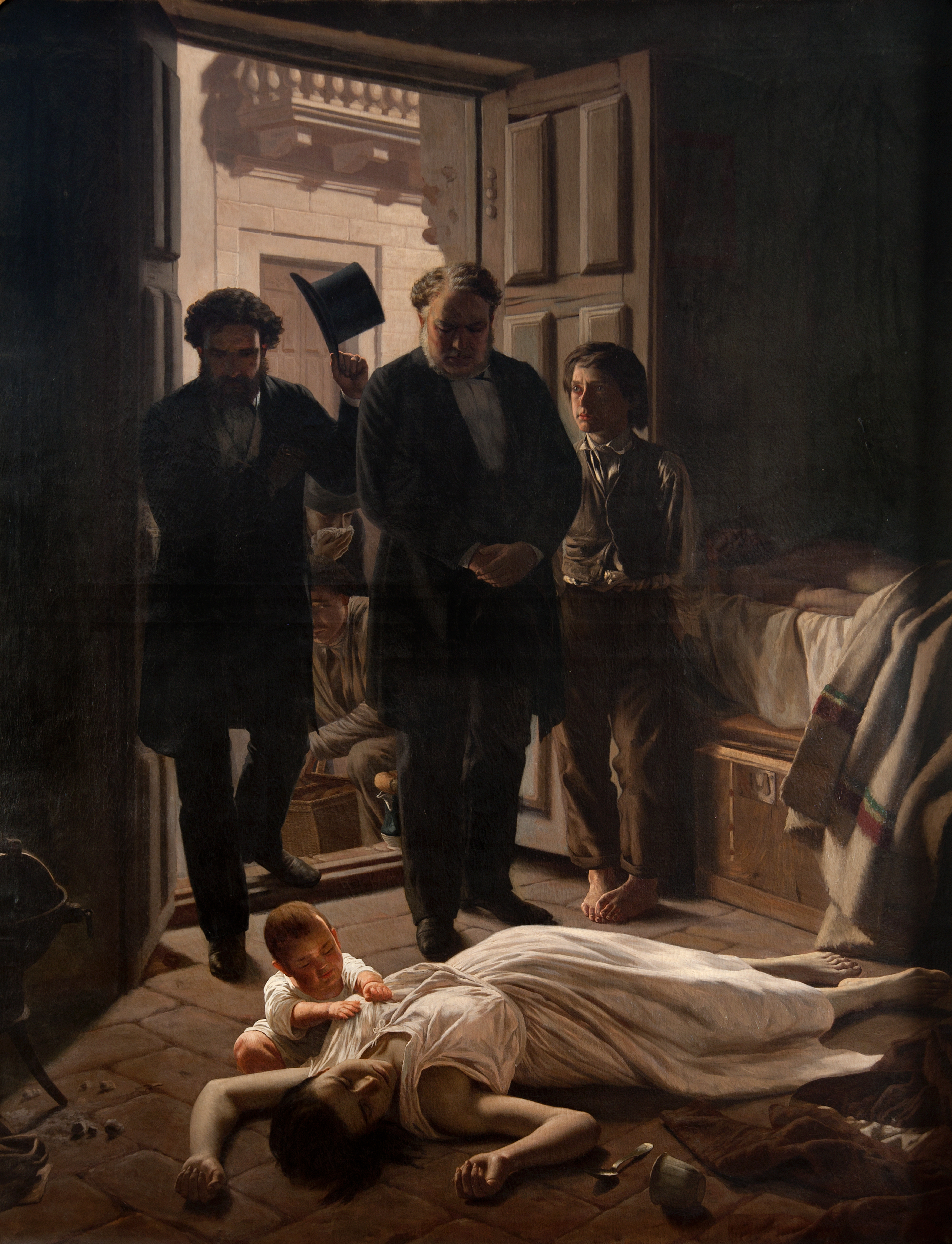
«Епізод епідемії жовтої гарячки в Буенос-Айресі», 1871

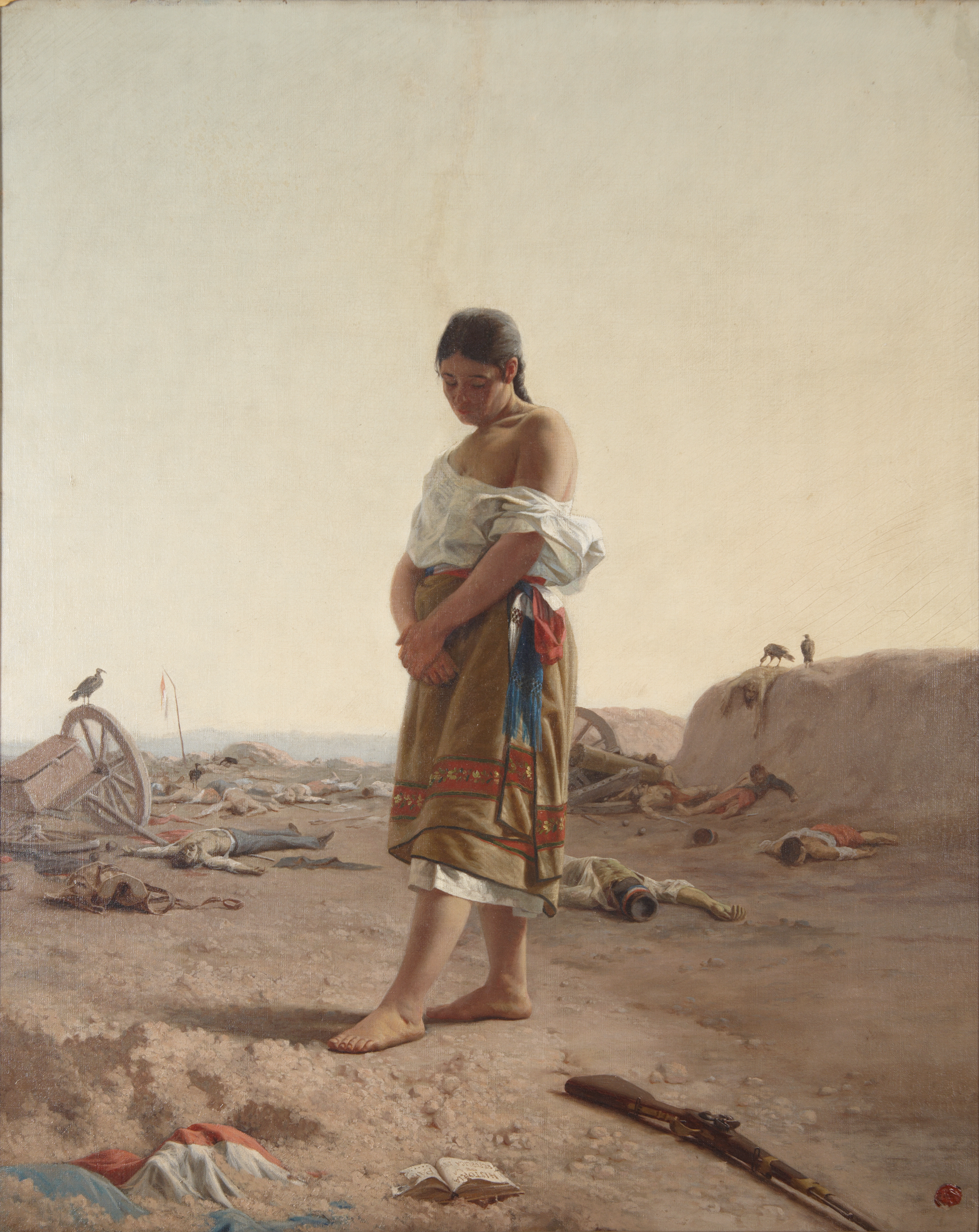
«Парагвайка», 1879

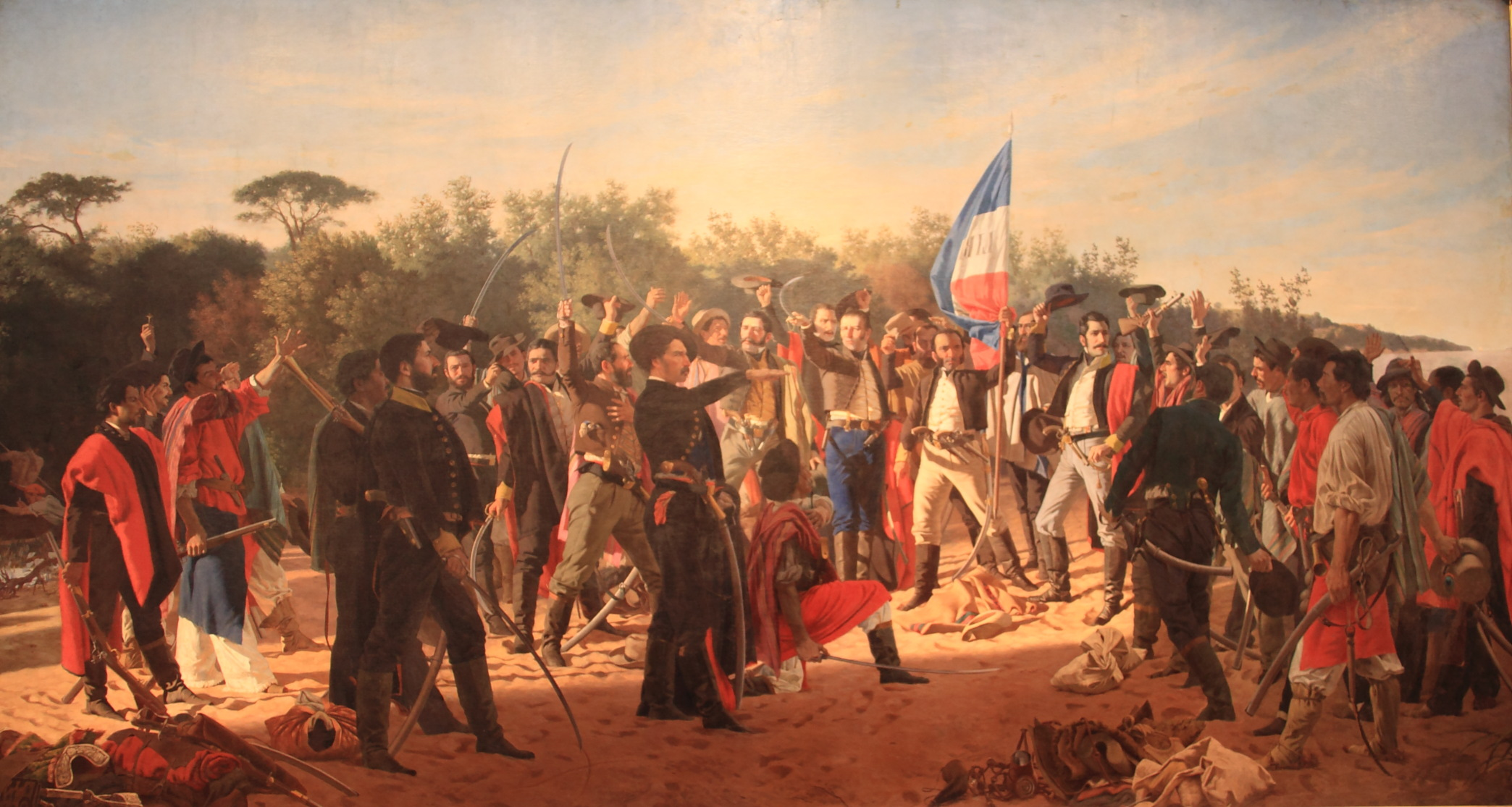
«Клятва тридцяти трьох уругвайців», 1877

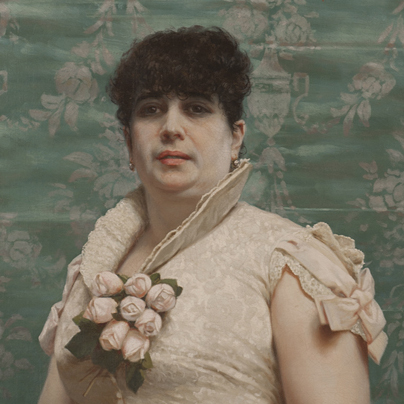
«Карлота Феррейра», 1883

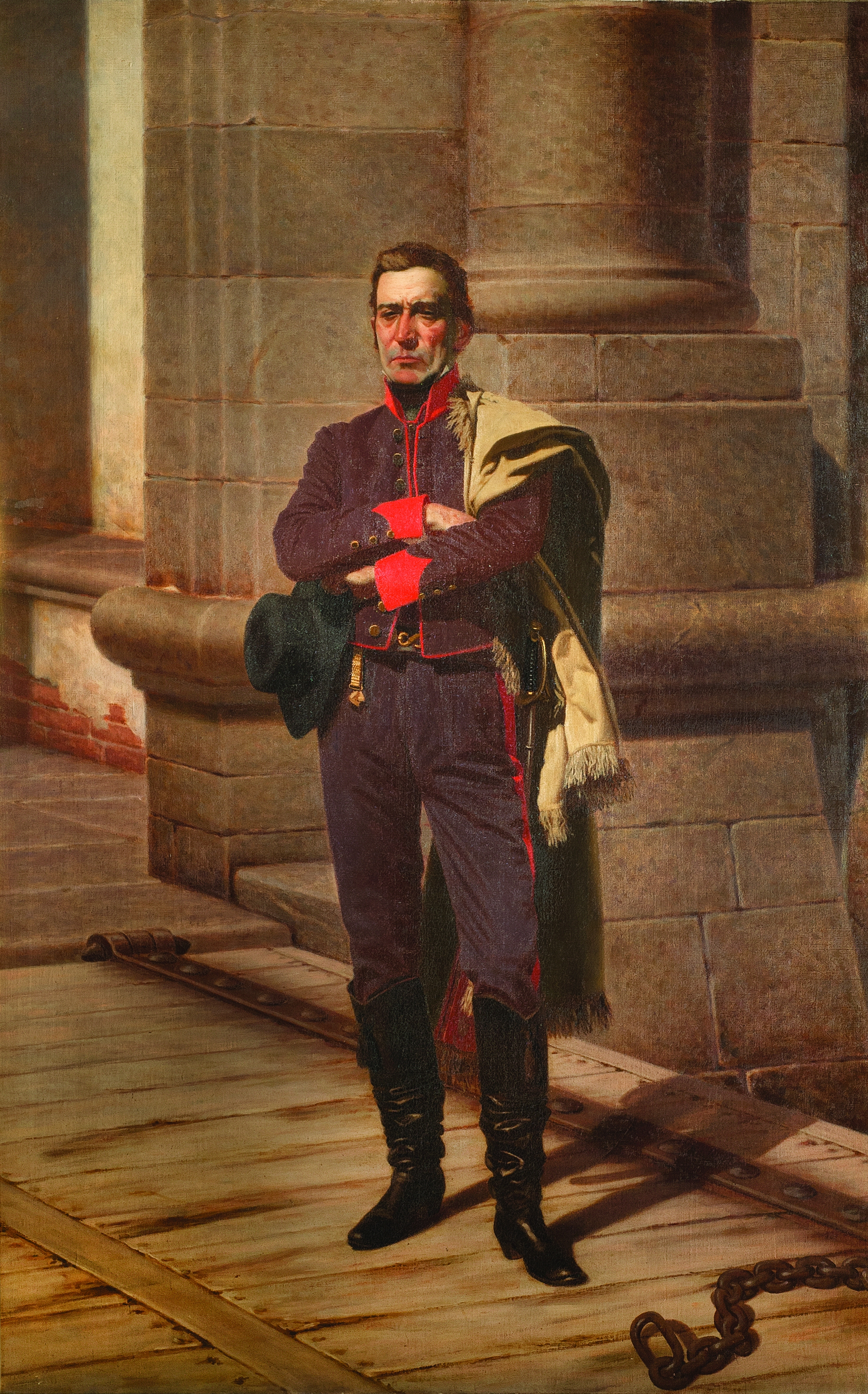
«Артіґас у фортеці», 1884

Хуан Мануель Бланес (ісп. Juan Manuel Blanes, Монтевідео, 8 червня 1830 — Піза (Італія) 15 квітня 1901) — відомий уругвайський художник. Малював в академічному стилі, намагався максимально точно передати історичні події, що його відрізняло від європейських художників того часу. Намагався передати національні елементи в своїх роботах.

## Життя і творчість
Хуан Мануель Бланес народився в Монтевідео в родині Педро Бланеса Мендоси. Хуан був третім з шести дітей, його старший брат, Грігоріо, підтримував сім'ю матеріально.
У 1844 році Хуан Мануель виконав свій перший здобувший популярність малюнок, на якому була зображена британська шхуна «Комодор Первіс» в бухті Монтевідео. При облозі Монтевідео мати перевезла сім'ю в табір обложників, де вони й перебували до завершення облоги, а його батько залишився в Монтевідео, де і помер в 1848 році. Після повернення в Монтевідео Хуан Мануель Бланес почав працювати художником-ілюстратором у щоденній газеті «El Defensor», також продовжуючи займатися аквареллю, що приносить йому додаткові заробітки, а вже в 1854 році відкрив свою першу майстерню.
Після одруження на Марії Лінар в 1855 році переселився до Сальто, де став працювати художником-портретистом. У 1857 році родина переїхала в сусідню Аргентину (через річку Уругвай), в місто Консепсьйон-дель-Уругвай, де Бланес отримав замовлення від президента Аргентини Хусто Хосе де Уркіса на виконання низки портретів, пейзажів і алегорій, щоб прикрасити Палац Сан-Хосе, який знаходився поблизу. Повернувшись в Монтевідео в 1861 році, талановитий художник отримав стипендію від уругвайського уряду, яка дозволила йому поїхати вчитися до Італії разом зі своєю родиною. У Флоренції він вчився у Антоніо Чізері до 1864 року.
Після повернення до Південної Америки Бланес стає найбільш популярним портретистом Уругваю. У 1871 році спалах епідемії жовтої гарячки в Буенос-Айресі надихнула його на першу відому роботу. Його портрет генерала Хосе де Сан-Мартіна, героя війни за незалежність Аргентини, також мав успіх в Буенос-Айресі.
Повернувшись в Уругвай, Бланес написав картину «Клятва тридцяти трьох уругвайців», знакову роботу з історії Уругваю. У 1877 році Бланес вдруге побував у Флоренції, де він завершив картину «Битва у Саранді», на якій зобразив ще одну віху в історії Уругваю. Ці роботи, однак, не викликали того інтересу в Італії, на який він розраховував і Бланес повернувся в Монтевідео на початку 1880-х років.
На батьківщині Бланес відновив свою роботу як портретист, так як він залишався популярним серед місцевого дворянства. Серед найбільш помітних був портрет президента Максімо Сантоса, який він виконав за замовленням друзів правителя. Найбільш відомою роботою пізнього періоду творчості став, однак, портрет національного героя Уругваю Хосе Гервасіо Артіґаса.
Останні роки життя Бланеса були затьмарені особистою трагедією: спочатку в Італії внаслідок нещасного випадку гине його син Хуан Луїс, потім безслідно зникає його другий син Никанор. У 1899 році Бланес відправився в Пізу, де він сподівався відшукати сліди свого зниклого сина. У цьому місті Хуан Мануель Бланес помер 15 квітня 1901 року. Його прах був пізніше перевезений до Монтевідео і похований 29 червня того ж року.

## Спадщина
Іменем Хуана Мануеля Бланеса названий Муніципальний музей красних мистецтв, який розташований у парку Прадо столиці Уругваю Монтевідео. Цей музей спеціалізується на історії мистецтва і тут в постійній експозиції знаходиться велика частина робіт художника. Багато з його найвідоміших робіт також знаходяться в Національному музеї образотворчих мистецтв. Статуя Хосе Артігаса на основі портрета роботи Бланеса була відлита в бронзі в Уругваї під час Другої світової війни як подарунок США.